# 諫早茂門
諫早 茂門（いさはや しげかど）は、江戸時代前期の武士。肥前国佐賀藩士。諫早鍋島家（諫早氏）5代当主。

## 出自
龍造寺隆信の又従兄弟家晴の玄孫。藩主鍋島氏の旧主君龍造寺氏の一族で、鍋島氏を憚って諫早氏を称す。家紋は「上り藤」。代々藩主の偏諱を受け「茂」の字を拝領している。
龍造寺氏一族として、藩内で大名並みの知行二万六千石と強い影響力を持つ。祖父・諫早茂敬の生母は鍋島直茂三女・彦菊。

## 略歴
寛文3年（1663年）諫早邑主・諫早茂真の四男として誕生。寛文12年（1672年）8月6日、父・茂真が死去したため、四男ながら嫡出の男子として9月1日に家督を相続した。
延宝元年（1673年）にイングランド船「リターン号」が日英貿易の再開を求めて長崎に来航した際に、長崎港警備のために鉄砲隊を編成して諫早より派兵した。
延宝8年（1680年）3月17日死去。享年18。菩提寺の天祐寺に葬られた。家督は実弟・茂照（茂元）が相続。

## 諫早陣屋の設置
諫早家が代々城主を務めた諫早城を、茂門が元禄12年（1699年）に財政難で補修が困難との理由から、破却し東麓に新しく諫早陣屋を築いたとする文献が見られるが、延宝8年（1680年）に死去しており、元禄12年に諫早家の当主なのは7代茂晴である。